# 科雷古-邦热苏斯
科雷古-邦热苏斯是巴西米纳斯吉拉斯州的一个市镇。总面积123.263平方公里，总人口3724人，人口密度30.2人/平方公里。